# Eliseo Diego
Eliseo Diego (La Habana, 2 de julio de 1920-Ciudad de México, 1 de marzo de 1994) fue un poeta mexicocubano, miembro del grupo Orígenes y fundador de la revista homónima. Su obra se caracteriza por su meticulosidad y estilo cuidado, así como por las referencias a un mundo onírico expresado desde la visión infantil. Fue padre del escritor Eliseo Alberto.

## Biografía
Nacido Eliseo de Jesús de Diego y Fernández-Cuervo, fue hijo del asturiano Constante de Diego González (01/01/1877-12/01/1944) y de la cubana Berta Fernández-Cuervo y berga (21/11/1891-05/08/1981). Creció, hasta los nueve años, en la finca Villa Berta, en Arroyo Naranjo, pueblo cercano a La Habana. En 1926 viajó con su familia por Francia y Suiza, viaje este que Eliseo consideraba clave en su formación poética.
Escribió sus primeros cuentos cuando era todavía un niño, en 1928. Al año siguiente la familia se muda a La Habana: el padre perdió su negocio a comienzos de la Gran Depresión y alquiló la casa de Arroyo Naranjo y se instaló en el barrio de El Vedado. Estudió en el colegio La Luz, donde conoció al futuro escritor Cintio Vitier y donde fue uno de los directores del periódico mensual El Estudiante. En 1936 funda y escribe con Vitier la revista Luz y al año siguiente ingresa en el Instituto La Habana, donde en 1939 obtiene el título de bachiller en Letras y Ciencias.
Se matricula al año siguiente en la Universidad de La Habana para seguir Derecho, pero no terminará la carrera y abandonará la facultad. En 1941 conoce allí a Bella Esther García-Marruz Badía (hermana de la poeta Fina García-Marruz) su futura esposa. Ambos después estudiarán finalmente pedagogía.
En 1942 publicó su primer libro, En las oscuras manos del olvido, un recopilación de relatos. Dos años más tarde apareció el primer número de la revista Orígenes, dirigida por  José Lezama Lima y José Rodríguez Feo, y uno de cuyos fundadores fue Eliseo junto a otros intelectuales de la época. Allí publicaría poesía, cuentos y artículos. 
En 1947 comienza a trabajar como inspector de inglés del Ministerio de Educación y al año siguiente se casa con Bella. Eliseo terminará su High School en el Wingate Junior College, en Carolina del Norte, Estados Unidos en 1952 y tres años más tarde ingresará a Pedagogía en la Universidad de La Habana, que acabará junto con su esposa en 1959, el mismo año que deja su cargo en el ministerio e imparte clases de literatura inglesa y norteamericana en cursos especiales realizados por Casa de las Américas.
Diego fue responsable del Departamento de Literatura y Narraciones Infantiles de la Biblioteca Nacional José Martí hasta 1970 y redactor de la revista Unión, órgano de la Unión de Escritores y Artistas de Cuba.
En 1986 obtuvo el Premio Nacional de Literatura de Cuba por el conjunto de su obra. Además de publicar obras propias, muchas de los cuales fueron aclamadas por la crítica, a Diego se le deben también traducciones y versiones de las más importantes figuras de la literatura infantil en el mundo.
Aunque comenzó escribiendo narrativa, fue en la lírica donde Diego descolló. Su poesía, siempre entintada de relatos oníricos que se entremezclan con la realidad y que trata temas como la trascendencia a pesar de la muerte o la soledad, es un desafío de palabra a lo efímero de la vida. Gabriel García Márquez lo definió como «uno de los más grandes poetas que hay en la lengua castellana». Jorge Teillier dijo sobre él: «Es un espíritu sabio y silencioso: un poeta excepcional. En su voz resucita la infancia de todos, que estuvo a punto de extraviarse para siempre[...]  Nicolás Guillén es el poeta más conocido y divulgado, pero Eliseo es la otra voz, la visión más íntima, la épica de la niñez prodigiosa, la voz y la imagen sensible de los mundos interiores, la presencia de los espejos familiares que sutilmente rescatan el rostro múltiple de quienes fuimos y seremos durante la infancia. Como yo, Eliseo Diego es un lector muy entusiasta de las novelas David Copperfield, de Charles Dickens, La isla del tesoro, de Robert Louis Stevenson, y El gran Meaulnes, de Alain Fournier [...] Voy descubriéndolo con asombro y devoción. Tuve la fortuna de leer algunos poemas de su libro En la calzada de Jesús del Monte, que se editó por primera vez en 1949, y me sentí deslumbrado. Hay algo misterioso y casi clandestino en la voz de Eliseo: es un soplo subterráneo que hace vibrar los vasos comunicantes entre la vida y la muerte. 'Ah el terrible esplendor de estar vivo', como dice en uno de sus textos».
En 1993 marchó a México donde impartió conferencias sobre literatura en la Universidad Nacional Autónoma. Falleció el primero de marzo de 1994 en la Ciudad de México a consecuencia de un infarto del miocardio vinculado a un edema pulmonar agudo. Sus restos fueron trasladados a La Habana y enterrados en el Cementerio de Colón.

## Premios y reconocimientos
- Premio Máximo Gorki 1979 por sus versiones al español de poemas de grandes escritores rusos
- Premio Nacional de Literatura de Cuba 1986
- Premio de la Crítica 1988 por Soñar despierto
- Premio de la Crítica 1989 por Libro de quizás y quién sabe
- Doctor honoris causa por la Universidad del Valle (Cali, 1992)
- Premio Internacional de Literatura Latinoamericana y del Caribe Juan Rulfo 1993
- Distinción Gaspar Melchor de Jovellanos (Federación de Asociaciones Asturianas de Cuba, 1993)

## Obras

### Poemarios
- De Jaque, 1946
- En la calzada de Jesús del Monte, 1949
- Por los extraños pueblos, 1958
- El oscuro esplendor, 1966
- Libro de las maravillas de Boloña, 1967
- Los días de tu vida, 1977
- A través de mi espejo, 1981
- Inventario de asombros, 1982
- Veintiséis poemas recientes, 1986
- Soñar despierto, 1988
- Cuatro de oros, 1990
- En otro reino frágil, 1999
- Aquí he vivido, 2000
- Poemas al margen, 2000
- Poemas manuscritos, 2005
- Un buen sueño
- Poema del marino 7

### Prosa
- En las oscuras manos del olvido, cuentos, 1942
- Divertimentos, cuentos, 1946
- Versiones, prosa poética, 1970
- Noticias de La Quimera, cuentos, 1975
- Libro de quizás y quién sabe, ensayos breves y prosa poética, 1989
- Conversación con los difuntos, traducciones, 1991
- Desde la eternidad, antología de poesía y prosa, Fondo de Cultura Económica, 2005